# Yoldiella nana
Yoldiella nana är en musselart som först beskrevs av Michael Sars 1865.  Yoldiella nana ingår i släktet Yoldiella och familjen Yoldiidae. Arten är reproducerande i Sverige. Inga underarter finns listade i Catalogue of Life.